# Unterrichtskontext
Der Unterrichtskontext kann als die Gesamtheit derjenigen Voraussetzungen des Unterrichts bezeichnet werden, die den Akteuren, also den Schülern und dem Lehrer, vorgegeben sind und nicht verändert werden können. Während Unterrichtsmethoden, Lehr- und Lernmotivation oder auch fachdidaktische Mittel durch den Lehrer und auch die Schüler beeinflusst werden können, handelt es sich beim Unterrichtskontext um Rahmenbedingungen, die durch faktische Merkmale der Schüler, des Lehrers oder der Schule bestimmt werden. Der Unterrichtskontext gibt also die Rahmenbedingungen für guten Unterricht vor.
Zu diesen Bedingungen zählen zunächst die Altersstufe der Schüler und auch der Bildungsgang, der besucht wird. Hier wird zwischen Grundschule, Hauptschule, Realschule und Gymnasium unterschieden. Aber auch andere Schulformen wie Gesamtschule oder berufsbildende Schule werden zur Unterscheidung herangezogen.
Des Weiteren spielt das Unterrichtsfach für den Unterrichtskontext eine große Rolle, weil dadurch unterschiedliche Möglichkeiten bezüglich der Unterrichtsmethoden gegeben sind und die Motivation der Schüler vom Unterrichtsfach abhängt. In diesem Zusammenhang wird dem Lehrer auch der Lehrplan vorgegeben, der den Unterricht entscheidend mitbestimmt.
Weitere Kontextbedingungen des Unterrichts ergeben sich aus der Schul- und Klassenzusammensetzung. Der soziale Hintergrund und die sprachliche Zusammensetzung einer Klasse prägen entscheidend die Voraussetzungen, mit denen der Lehrer bei der Unterrichtsplanung umgehen muss.
Auch die unterschiedlichen Vorkenntnisse in einem Unterrichtsfach oder zu einem bestimmten Thema müssen berücksichtigt werden, da für Schüler mit guten Vorkenntnissen keine Langeweile aufkommen soll, während Schüler mit wenig Vorkenntnissen nicht überfordert werden dürfen. In diesem Zusammenhang ist auch die Anzahl der Klassenwiederholer ein zu beachtender Faktor, weil für diese Schüler der Unterrichtsstoff meist schon bekannt ist. Als Komponente, die von Lehrern als problematisch eingeschätzt wird, kann man den TV- und Videokonsum der Schüler betrachten. All diese Faktoren sind dem Lehrer und indirekt auch den Schülern gegeben. Dadurch stehen Unterrichtsqualität und Unterrichtskontext in einem dynamischen Verhältnis zueinander.